# Ctenus scenicus
Ctenus scenicus là một loài nhện trong họ Ctenidae.
Loài này thuộc chi Ctenus. Ctenus scenicus được Lodovico di Caporiacco miêu tả năm 1947.